# ジェームズ・イニス＝カー (第7代ロクスバラ公爵)

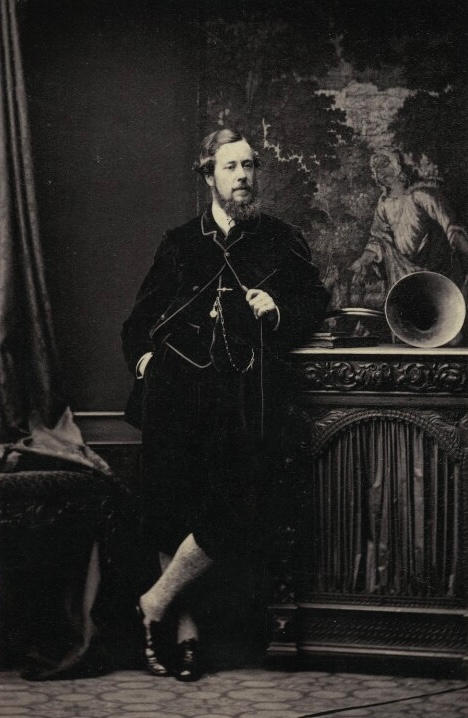
カミーユ・シルヴィによる肖像写真、1862年ごろ。

第7代ロクスバラ公爵ジェームズ・ヘンリー・ロバート・イニス＝カー（James Henry Robert Innes-Ker, 7th Duke of Roxburghe、1839年9月5日 – 1892年10月23日）は、イギリスの政治家、スコットランド貴族。自由党に属し、庶民院議員、ロクスバラシャー統監を務めた。1879年までボーモント侯爵の儀礼称号を使用した。

## 生涯
第6代ロクスバラ公爵ジェームズ・イニス＝カーと妻スザンナ・ステファニア（1814年8月28日 – 1895年5月7日、ジェームズ・チャールズ・ダルビアックの娘）の長男として、1839年9月5日にフロアズ城で生まれた。1853年から1857年までイートン・カレッジで教育を受けた後、1857年10月21日にオックスフォード大学クライスト・チャーチに入学したが、卒業しなかった。
1870年3月2日、ロクスバラシャー選挙区の補欠選挙に自由党候補として立候補、無投票で庶民院議員に当選した。1874年イギリス総選挙で再選を目指したが、762票対789票で保守党候補に敗れた。
1879年4月23日に父が死去すると、ロクスバラ公爵位を継承した。
1880年1月26日にベリックシャーの副統監に任命された。1884年5月17日にベリックシャー統監に任命され、1892年に死去するまで務めた。
1892年10月23日にフロアズ城で死去、27日にケルソー修道院に埋葬された。長男ヘンリー・ジョンが爵位を継承した。

## 家族

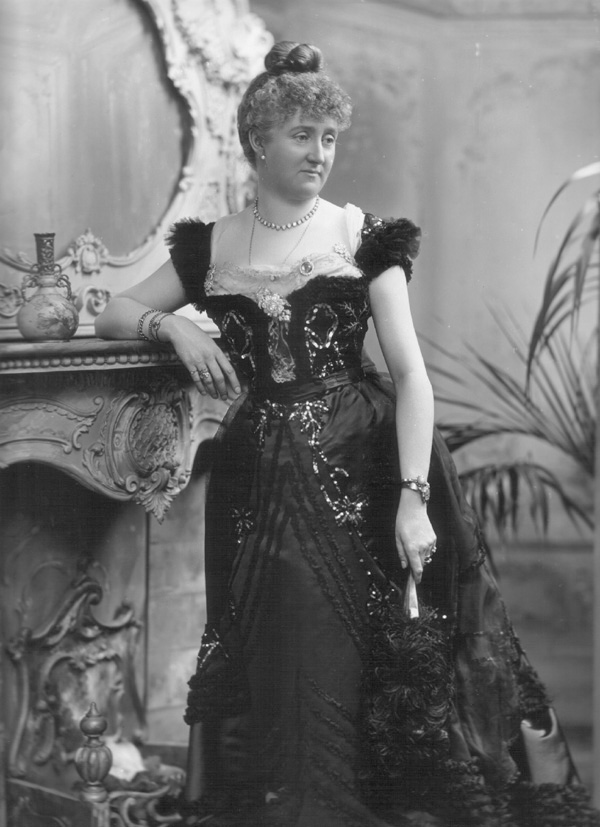
ロクスバラ公爵夫人アン・エミリー、1898年7月18日撮影。

1874年6月11日、アン・エミリー・スペンサー＝チャーチル（1854年11月14日 – 1923年6月20日、第7代マールバラ公爵ジョン・スペンサー＝チャーチルの娘）と結婚、3男4女をもうけた。
- マーガレット・フランシス・スーザン（1875年5月13日 – 1930年12月15日） - 1898年7月25日、ジェームズ・アレグザンダー・オー＝ユーイング（James Alexander Orr-Ewing、1900年5月28日没）と結婚、子供あり[6]
- ヘンリー・ジョン（1876年7月25日 – 1932年9月29日） - 第8代ロクスバラ公爵[1]
- ヴィクトリア・アレクサンドリナ（Victoria Alexandrina、1877年11月16日[6] – 1970年5月22日） - 1901年8月17日、チャールズ・ハイド・ヴィリアーズ（Charles Hyde Villiers、1947年5月23日没、チャールズ・ヴィリアーズの息子）と結婚、子供あり[7]
- イザベル（1879年1月14日 – 1905年10月12日） - 1904年6月23日、ガイ・グレヴィル・ウィルソン閣下（英語版）（初代ナンバーンホーム男爵チャールズ・ヘンリー・ウィルソン（英語版）の息子）と結婚[6]
- アラステア・ロバート（Alastair Robert、1880年11月2日 – 1936年3月1日） - 陸軍軍人、第2次ボーア戦争と第一次世界大戦に参戦。1907年10月10日、アン・ブリース（Anne Breese、W・L・ブリースの娘）と結婚、子供あり[7]
- エヴリン・アン（1882年2月7日 – 1957年9月27日） - 1907年11月23日、ウィリアム・フェローズ・コリンズ（William Fellowes Collins、1948年2月15日没）と結婚、子供あり[7]
- ロバート・エドワード（1885年7月22日 – 1958年7月19日） - 陸軍軍人、第一次世界大戦に参戦。1920年10月27日、ジョゼ・コリンズ（英語版）（本名シャーロット・ジョセフィーン・クーニー、スティーブン・パトリック・クーニーとロッティー・コリンズ（英語版）の娘、レズリー・チャットフィールドの元妻）と結婚したが、1935年に離婚した。1939年7月28日、イリナ・マリー・ウッドヘッド（Eleanor Marie Woodhead、1958年2月2日没、オーブリー・ウッドヘッドの娘、ヒュー・クリストファー・ハッドリーの娘）と再婚[7]